# Datorspelsåret 1985

## Händelser

### Oktober

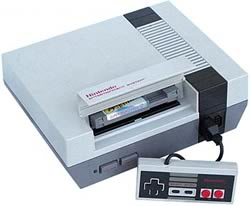
NES gör debut i amerikanska hem.

- 18 - Det japanska företaget Nintendo lanserar hemvideospelskonsolen "Nintendo Entertainment System" i New York City i delstaten New York i USA.

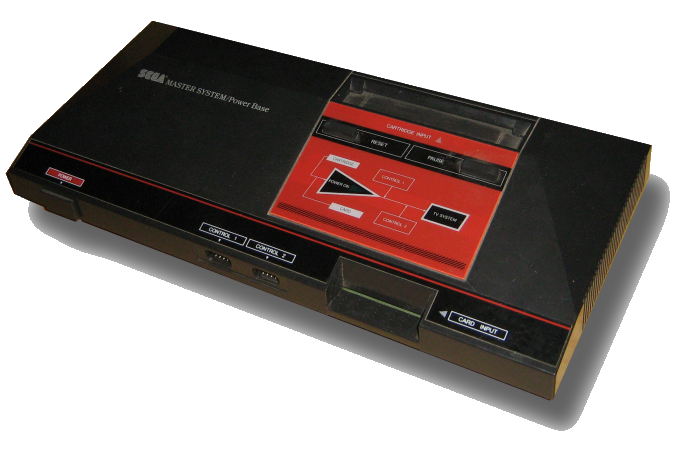
Sega Master System.

- 20 - Sega Master System lanseras i Japan.

## Spel släppta år1985
- Nintendo släpper Duck Hunt vid årets början, och Super Mario Bros. den 13 september 1985. Innan året är över har Super Mario Bros. blivit årets bäst säljande spel, med 10 miljoner exemplar innan det säljer 40 miljoner exemplar och blir alla tiders bäst säljande datorspel fram till 2008.[1]
- Origin Systems släpper Ultima IV: Quest of the Avatar.[2]

### Arkadspel
- Buggy Boy
- Gauntlet
- Ghosts 'n Goblins
- Hang-On
- Metro-Cross
- Yie Ar Kung-Fu

### NES
- 13 september: Super Mario Bros lanseras i Japan.

## Födda
- 31 mars – Stephanie Bendixsen, australisk spelkritiker.

### Fotnoter
1. ↑  ”Guinness World Records Gamer's Edition – Nintendo Records”. Guinness rekordbok. Arkiverad från originalet den 5 april 2008. https://web.archive.org/web/20080405020333/http://gamers.guinnessworldrecords.com/records/nintendo.aspx. Läst 5 december 2008.
2. ↑  Kaiser, Rowan (26 januari 2012). ”Ultima: Most. Important. Game Series. Ever.”. Joystiq. Arkiverad från originalet den 30 mars 2013. https://web.archive.org/web/20130330225041/http://www.joystiq.com/2012/01/26/ultima-most-important-game-series-ever/. Läst 26 mars 2013.